# KFNB – Aeneas bis Orestes
| KFNB „AENEAS“ bis „ORESTES“ | KFNB „AENEAS“ bis „ORESTES“ | KFNB „AENEAS“ bis „ORESTES“ | KFNB „AENEAS“ bis „ORESTES“ |
| --------------------------- | --------------------------- | --------------------------- | --------------------------- |
| kein Bild vorhanden         |                             |                             |                             |
| Technische Daten            |                             |                             |                             |
|                             | 1853                        | 1864                        | 1868                        |
| Bauart                      | 2'B n2                      | 2'B n2                      | 2'B n2                      |
| Zylinder-Ø                  | 404 mm                      | 404 mm                      | 349 mm                      |
| Kolbenhub                   | 562 mm                      | 562 mm                      | 553 mm                      |
| Treibrad-Ø                  | 1264 mm                     | 1264 mm                     | 1264 mm                     |
| Laufrad-Ø vorne             | 790 mm                      | 790 mm                      | 817 mm                      |
| Laufrad-Ø hinten            | –                           | –                           | –                           |
| Fester Radstand             | k. A.                       | k. A.                       | k. A.                       |
| Gesamtradstand              | k. A.                       | 3438 mm                     | 3398 mm                     |
| Gesamtradstand + Tender     | k. A.                       | k. A.                       | k. A.                       |
| Heizfl. d. Rohre            | 72,2 m²                     | 68,8 m²                     | 76,2 m²                     |
| Heizfl. d. Feuerbüchse      | 5,5 m²                      | 4,9 m²                      | 6,0 m²                      |
| Rostfl.                     | k. A.                       | k. A.                       | k. A.                       |
| Dampfdruck                  | 5,4                         | 6,5                         | 6,5                         |
| Gewicht (leer)              | 21,5 t                      | 22,5 t                      | 18,7 t                      |
| Adhäsionsgewicht            | k. A.                       | 20,1 t                      | 17,1 t                      |
| Dienstgewicht               | 24,5 t                      | 24,6 t                      | 21,1 t                      |
| Dienstgewicht + Tender      | k. A.                       | k. A.                       | k. A.                       |
| Wasser                      | k. A.                       | k. A.                       | k. A.                       |
| Kohle                       | k. A.                       | k. A.                       | k. A.                       |
| Länge                       | k. A.                       | k. A.                       | k. A.                       |
| Länge + Tender              | k. A.                       | k. A.                       | k. A.                       |
| Höhe                        | k. A.                       | k. A.                       | k. A.                       |

Die Dampflokomotiven AENEAS bis ORESTES waren sechs Güterzuglokomotiven der KFNB.
Sie wurden 1848/1849 von Cockerill in Seraing an die KFNB mit der Achsformel 2'B geliefert. Es war dies die dritte Lieferung von 2B-Lokomotiven dieser Fabrik, sie unterschied sich von den vorherigen Lieferungen durch eine Vierseitkuppel über der Feuerbüchse. Dadurch ergab sich aber eine ungleichmäßige Belastung der Kuppelwände, die durch Verankerungen ausgeglichen werden musste.
Nach einigen Jahren stellte man fest, dass diese Art Kessel zu nassen Dampf lieferte. Ab 1866 gab man diese Kesselkonstruktion daher auf. Nach 1853 erfolgten wieder Umbauten, die in der Tabelle wiedergegeben sind.
Die Maschinen wurden zwischen 1865 und 1871 ausgemustert.
Die „AENEAS“ wurde an die Firma Neumann in Wien verkauft, die „KRONOS“ an J. Strauß ebenfalls in Wien. 1869 wurde den noch im Stand befindlichen Maschinen „KRONOS“ und „SERAING“ ihr Name zugunsten neuer Lokomotiven der Reihe IXb (später Vc, kkStB 149) entzogen; sie bekamen die Bahnnummern 306 und 307 und wurden in die Gruppe I eingeordnet.